# 杜塞尔多夫市中心

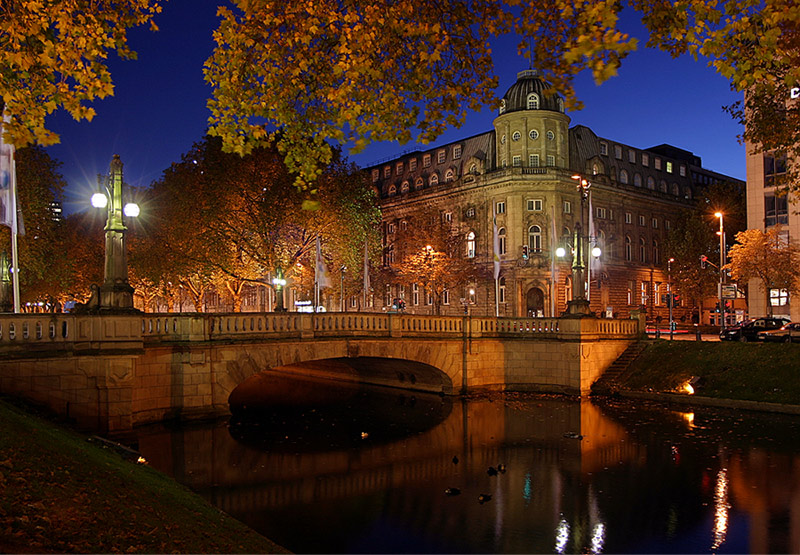
国王大道

杜塞尔多夫地图，红色为市中心，粉色为第一区

德国杜塞尔多夫杜塞尔多夫市中心（Stadtmitte）位于该市的第一区，毗邻卡尔施塔特（Carlstadt）、Pempelfort、Oberbilk和杜塞尔多夫老城。
在市中心有:
- 杜塞尔多夫火车总站
- 沙多夫街（Schadowstraße）- 欧洲营业额最高的购物街之一
- 杜塞尔多夫最大的剧院(Schauspielhaus)
- 杜塞尔多夫证券交易所
- 西德意志银行，北莱茵-威斯特法伦州的中央银行
- 国王大道（Königsallee），著名的购物街。

全日空航空在杜塞尔多夫市中心设有销售办公室。

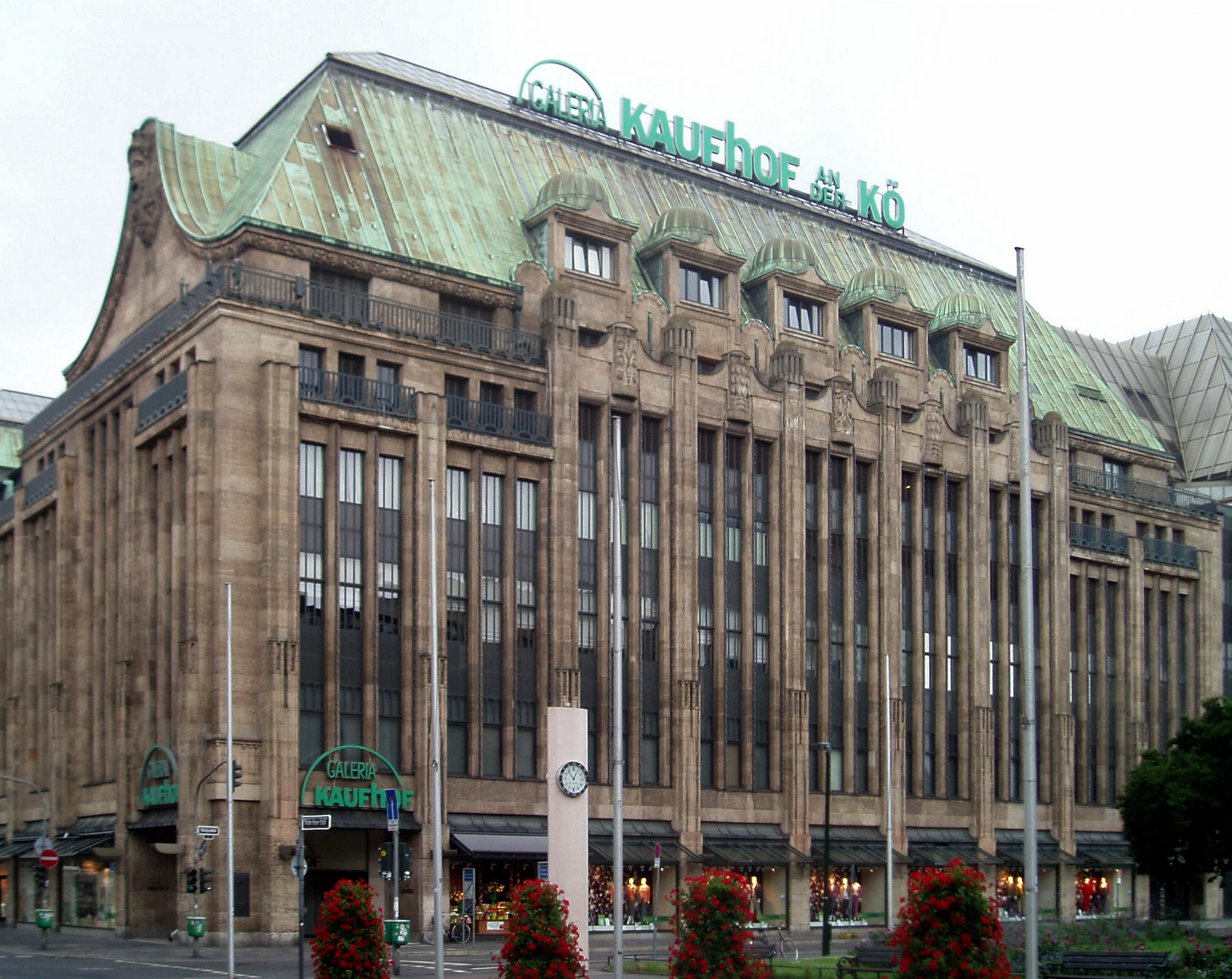
国王大道的百货公司
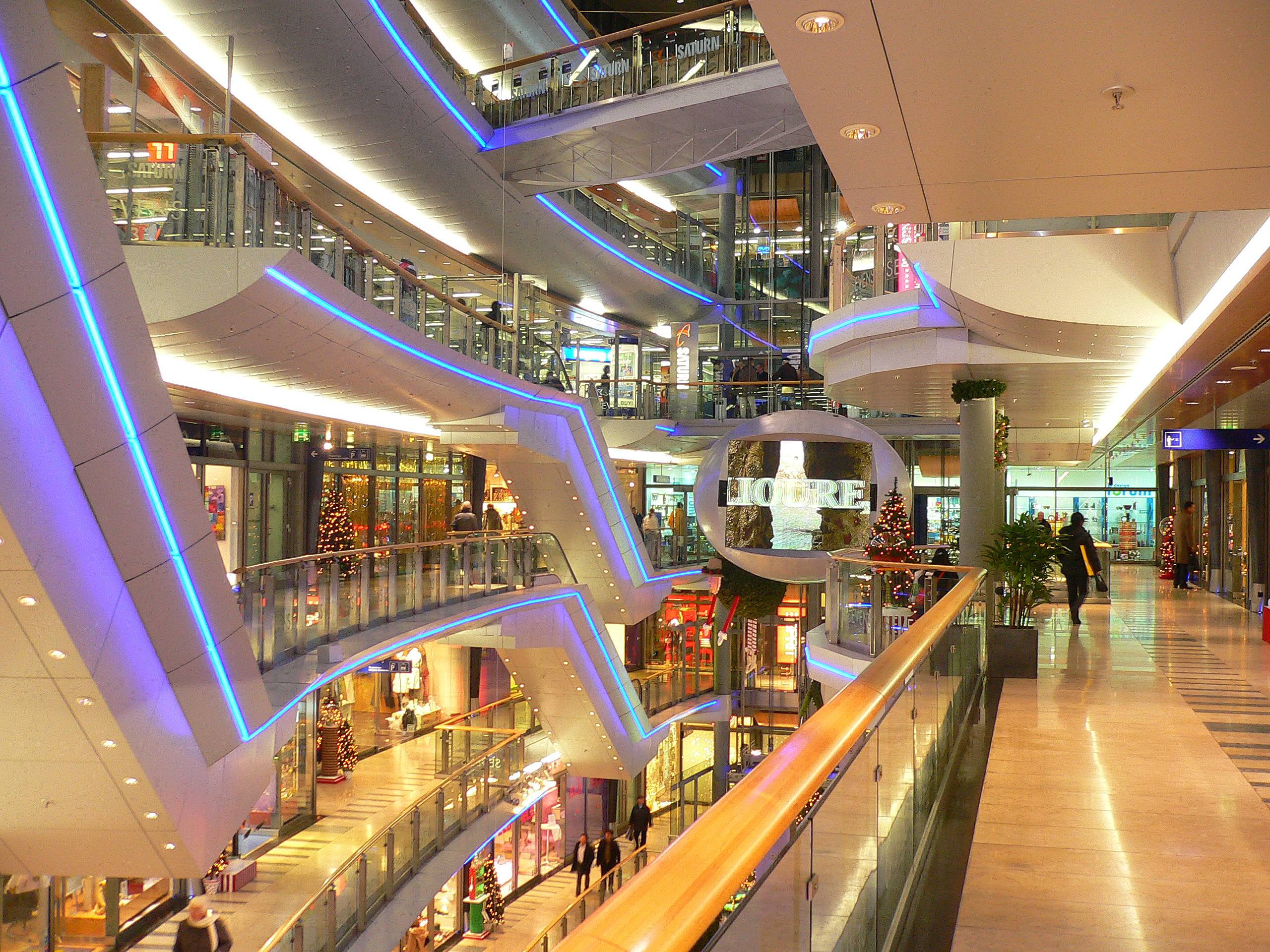
“七”购物廊
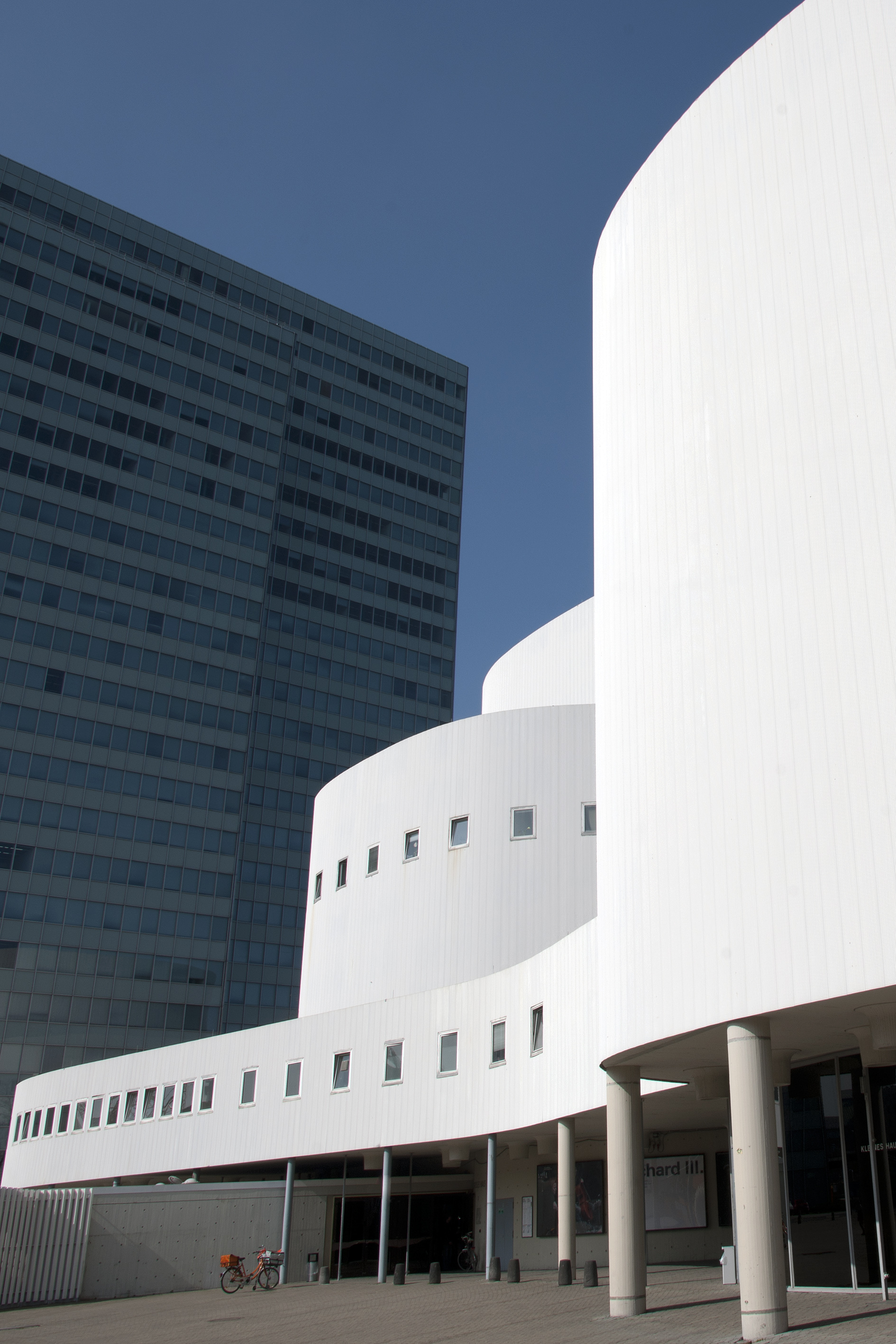
Schauspielhaus
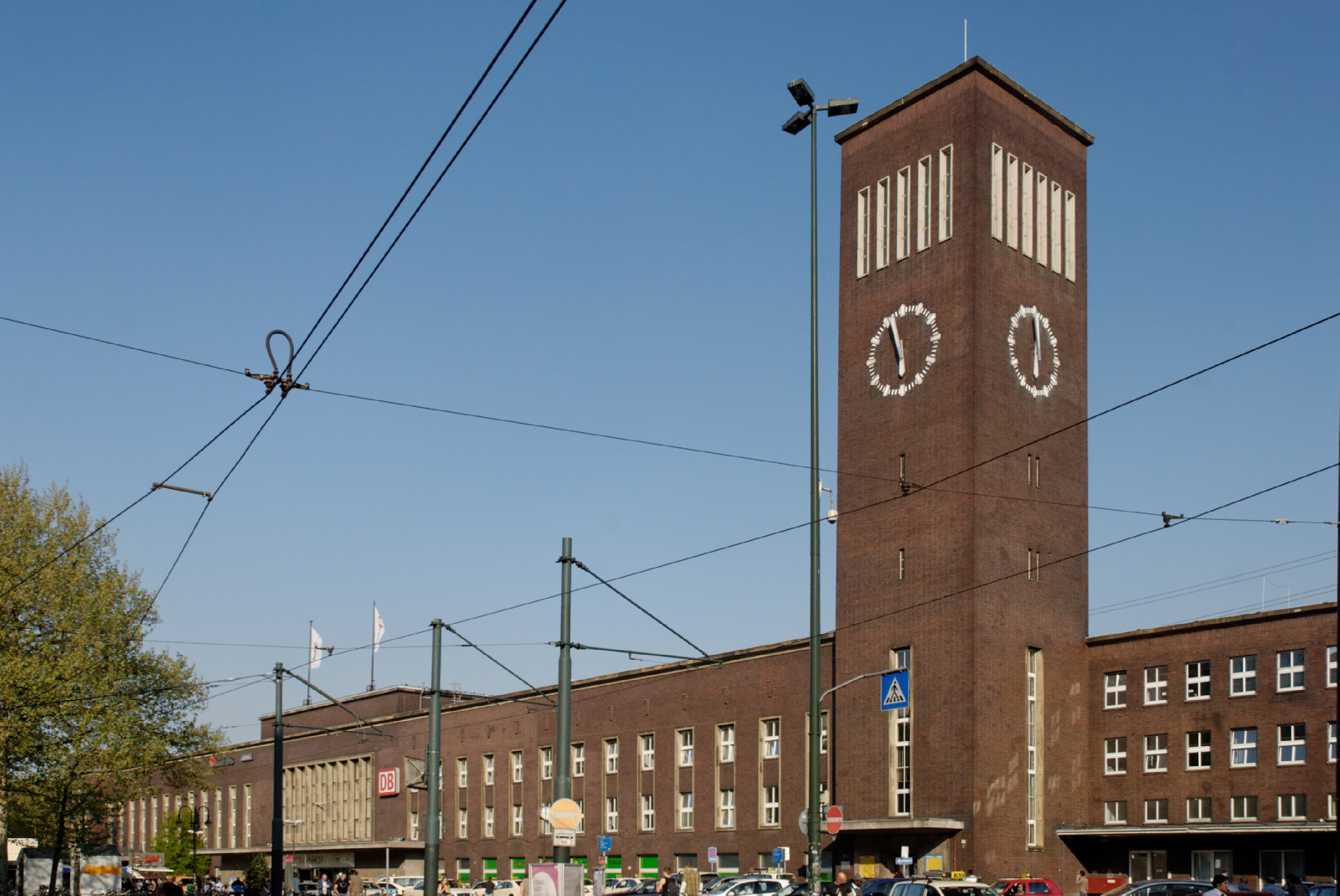
杜塞尔多夫火车总站